# ویکا مارتیروسیان
ویکتوریا "ویکا" آشوتی مارتیروسیان (ارمنی: Վիկտորյա "Վիկա " Աշոտի Մարտիրոսյան؛ انگلیسی: Viktorya "Vika" Ashoti Martirosyan؛ زادهٔ ۱۵ فوریهٔ ۱۹۸۵) رقص‌پرداز و رقصنده باله اهل ارمنستان است.

## زندگی‌نامه
وی در ۱۵ فوریهٔ ۱۹۸۵ در ایروان به دنیا آمد و از دانشگاه دولتی علوم پرورشی خاچاطور آبوویان ارمنستان فارغ‌التحصیل گشت. 

## جوایز
- جشنواره بین‌المللی رقابتی آمادئوس[الف]
- جایزه پنجمین دوره رقابت بین‌المللی باله[ب]
- رقابت جایزه لوزان[پ]
- جایزه بزرگ جشنواره کرونک[ت]
- بهترین گروه سال[ث]
- جایزه بهترین ویدیوی رقص سال جوایز موسیقی تلویزیون ارمنستان[ج]
- گواهی اتحایه هنرمندان رقص وانوش خانامیریان ارمنستان[چ]

## یادداشت
1. ↑  Amadeus International Competition Festival
2. ↑  "ВАГАНОВА – PRIX " 5th International Ballet Competition
3. ↑  Prix de Lausanne compétition (lauréate)
4. ↑  "Crane/ Կռունկ" festival (Grand Prix)
5. ↑  "I/ Ես" Awards (Best Group of the Year)
6. ↑  21 TV Armenian Music Awards Best Dance Video of the Year Award
7. ↑  Certificate by the Union of Dance Artists of Armenia after Vanush Khanamiryan